# Alpenflage
L'alpenflage est un surnom donné au camouflage militaire multispectres du camouflage TAZ 83 utilisé par l'Armée suisse pour ses tenues de combat. Ce schéma de camouflage a été remplacé dans les années 1990 par le camouflage TAZ 90.
Le modèle est basé sur un modèle expérimental tout-terrain qui a été utilisé de manière limitée par la Waffen-SS et la Wehrmacht allemandes pendant la Seconde Guerre mondiale, appelé Leibermuster.

## Description

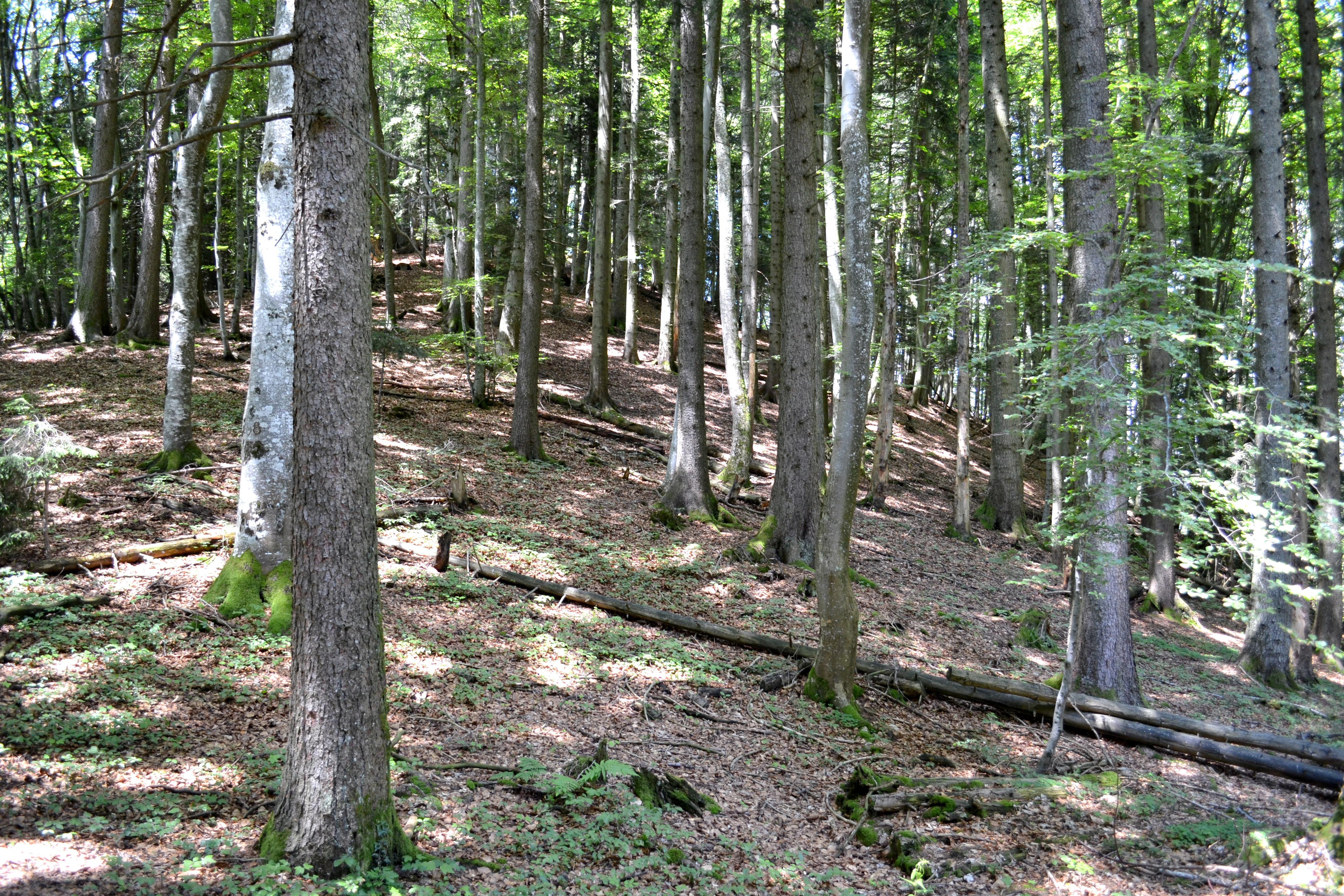
Tapis de feuilles mortes propice à l'alpenflage

L'Alpenflage s'inspire sur quelques points du Leibermuster/Buntfarbendruck 45 allemand, mais le camouflage a subi plusieurs petits changements entre les années 50 et 80 à cause de l'évolution des systèmes de détection ou de vision de tout type. Il surprend par ses motifs rouges, mais se fond particulièrement bien avec le tapis de feuilles mortes qui tapisse les forêts suisses (noter en particulier les "taches de moisissure"). Ses couleurs le rendent également plus difficilement discernable par les appareils d'observation et de pointage infrarouge des années 1960.
Le matériel de corps est quant à lui recouvert d'une peinture "gris-vert 26" qui réfléchit les infrarouges.
Le matériel de camouflage d'ordonnance a une émission de rayonnement infrarouges moyenne qui correspond à celle d'un terrain découvert.

## L'"alpenflage" et le matériel d'ordonnance
- La tenue de combat 61

Composée d'une veste, d'un pantalon à bretelles, d'une coiffe de casque et d'un sac d'assaut.
Le paquetage de combat complet avec la tenue de combat 57 accuse un poids total de 32,950 kg comprenant, entre autres, le fusil d'assaut Fass 57 avec 5 magasins, 2 grenades à fusil et 4 grenades à main 43.
Modèle modifié et simplifié introduit dans les années 70 sous le nom de "tenue de combat 70".
Le paquetage de combat réduit avec la tenue de combat 61 est de 23,150 kg comprennent, le fusil d'assaut Fass 57 avec son magasin.
La veste de combat 61 comporte une poche dorsale et son capuchon une poche pour voilette de camouflage facial.
- La tenue de camouflage 83

Composée d'une veste, d'un pantalon  et d'une casquette, bien plus légère que la tenue de combat 61
- Les équipages de chars disposent d'une salopette intégrant un harnais d'extraction dont la poignée se dissimule sous une fermeture-éclair au niveau de la nuque.
- Les unités de tente 64 comporte une face camouflage et une de couleur unie brun-beige, elles remplace les unités de tente 01 dont le schéma de camouflage s'inspire du Reichswehr-Splittermuster 31 allemand.

On trouve également des vêtements de protection contre la pluie, pèlerine avec ou sans manche, veste, pantalon, chapeau et gilet pare-éclats. 
De nos jours, ce camouflage n'est plus très répandu dans l'armée suisse. On peut le retrouver sur des petits éléments encore utilisés comme des couvertures qui sont utilisés pour le démontage des Fass 90 ou sur des bâches de protection de matériel entreposé.

## Galerie

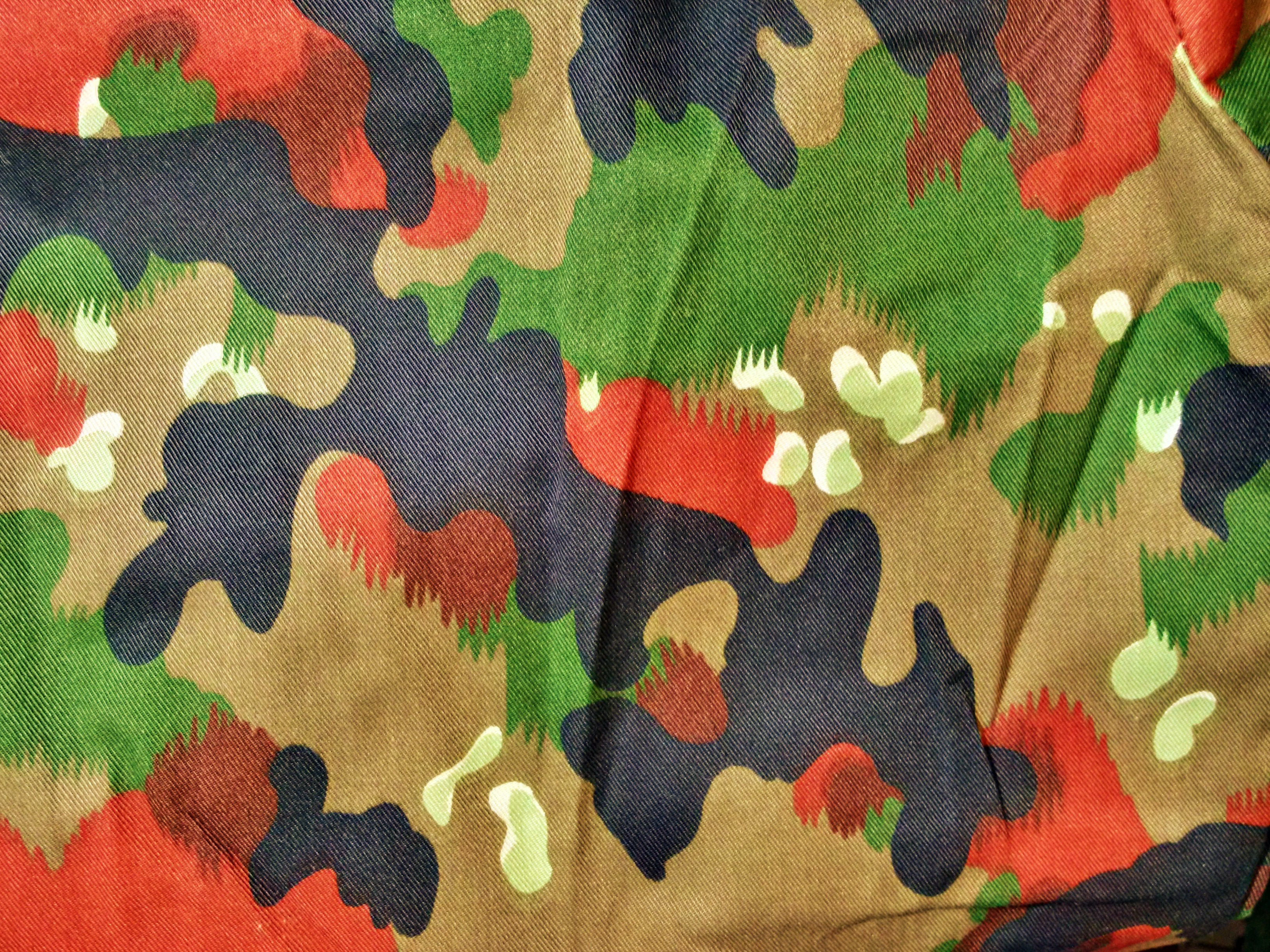
Gros plan du camouflage
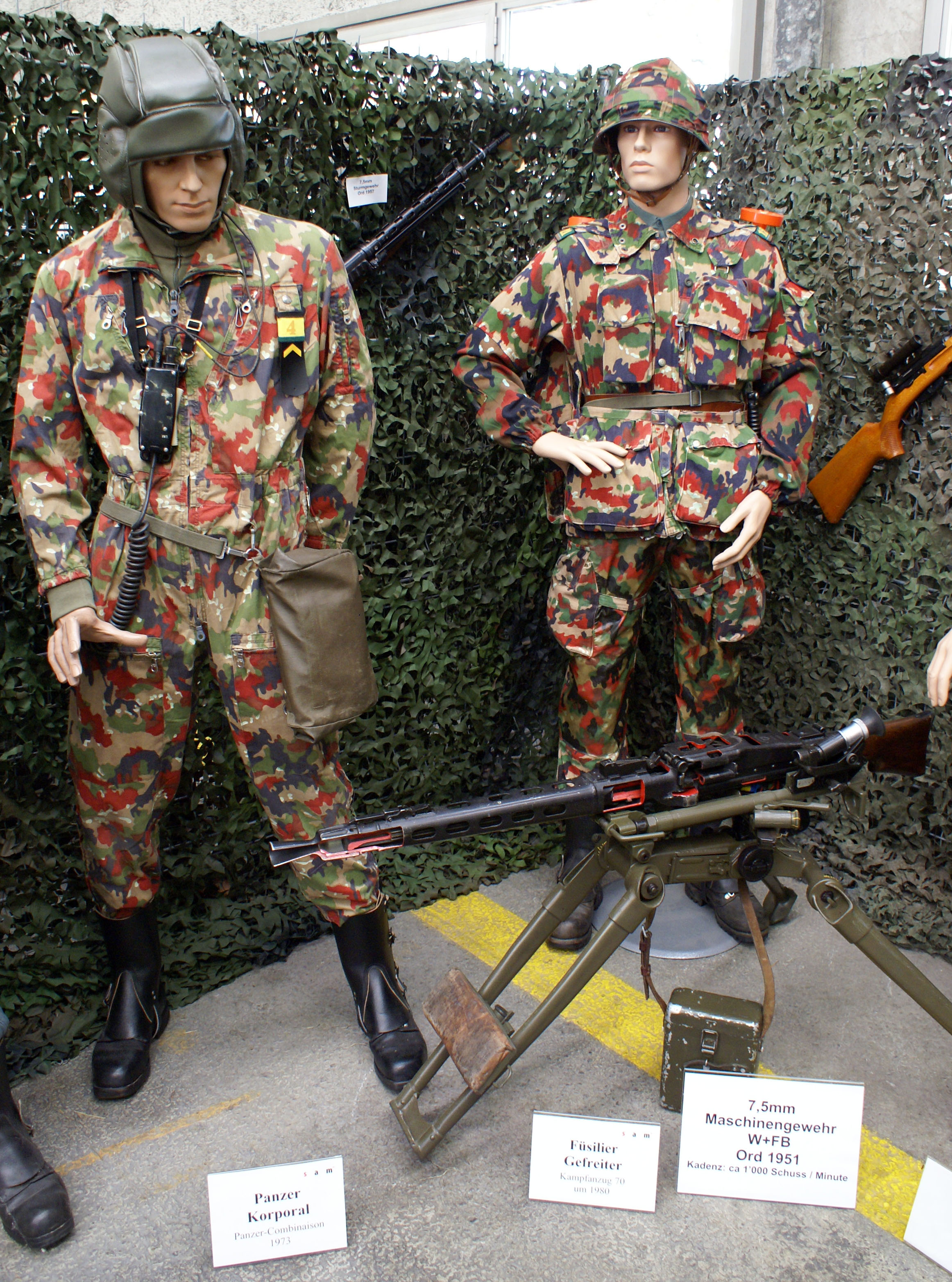
Modèles 1973 (Kafaz 73) de l'uniforme Alpenflage : tankiste avec le Kombi et fantassin avec l'ensemble complet (couvre-casque, veste et salopette multi-fessiers).
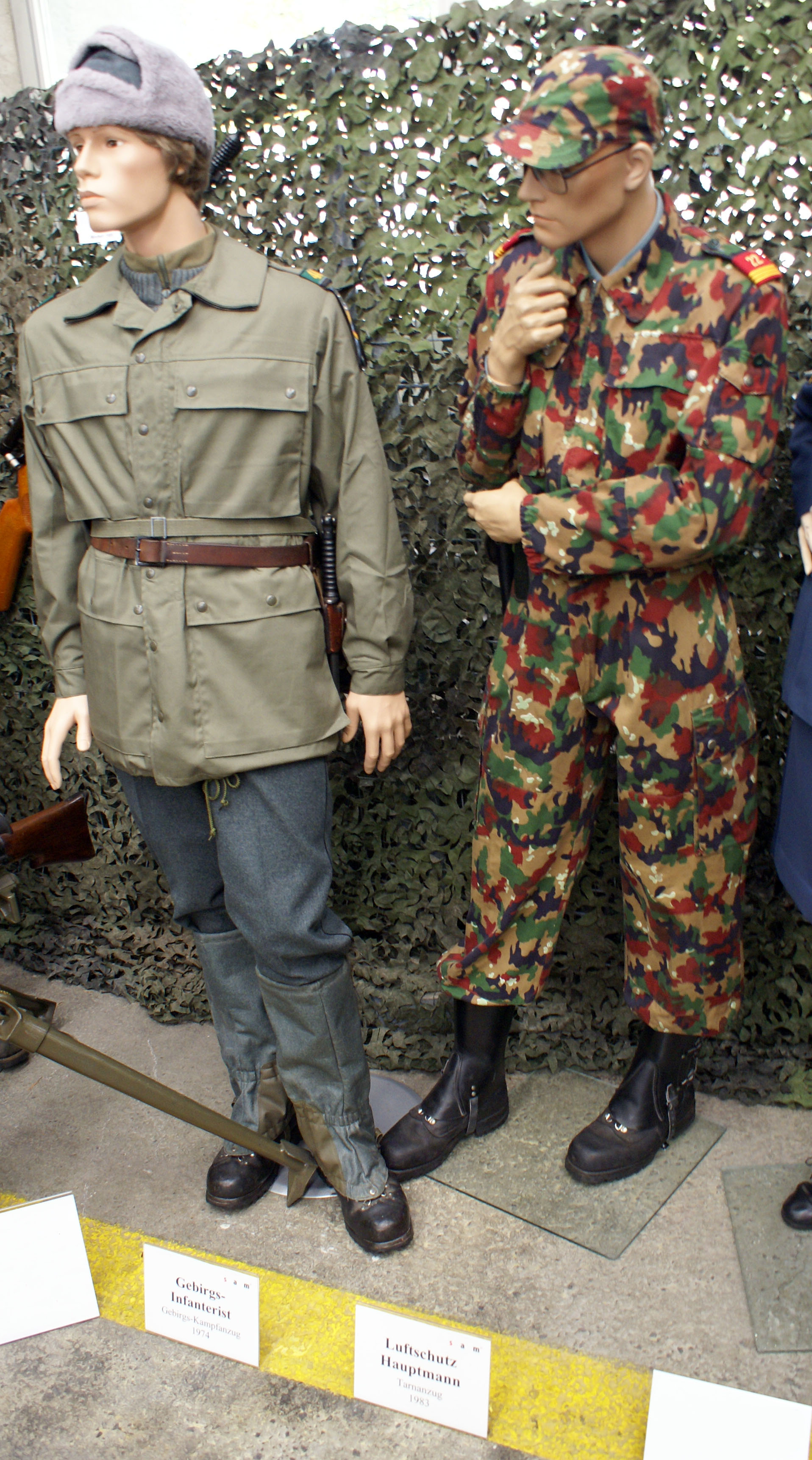
A droite, le capitaine avec le modèle 1983 (TAZ 83) de l'uniforme dans le motif Alpenflage, casquette de campagne incluse.
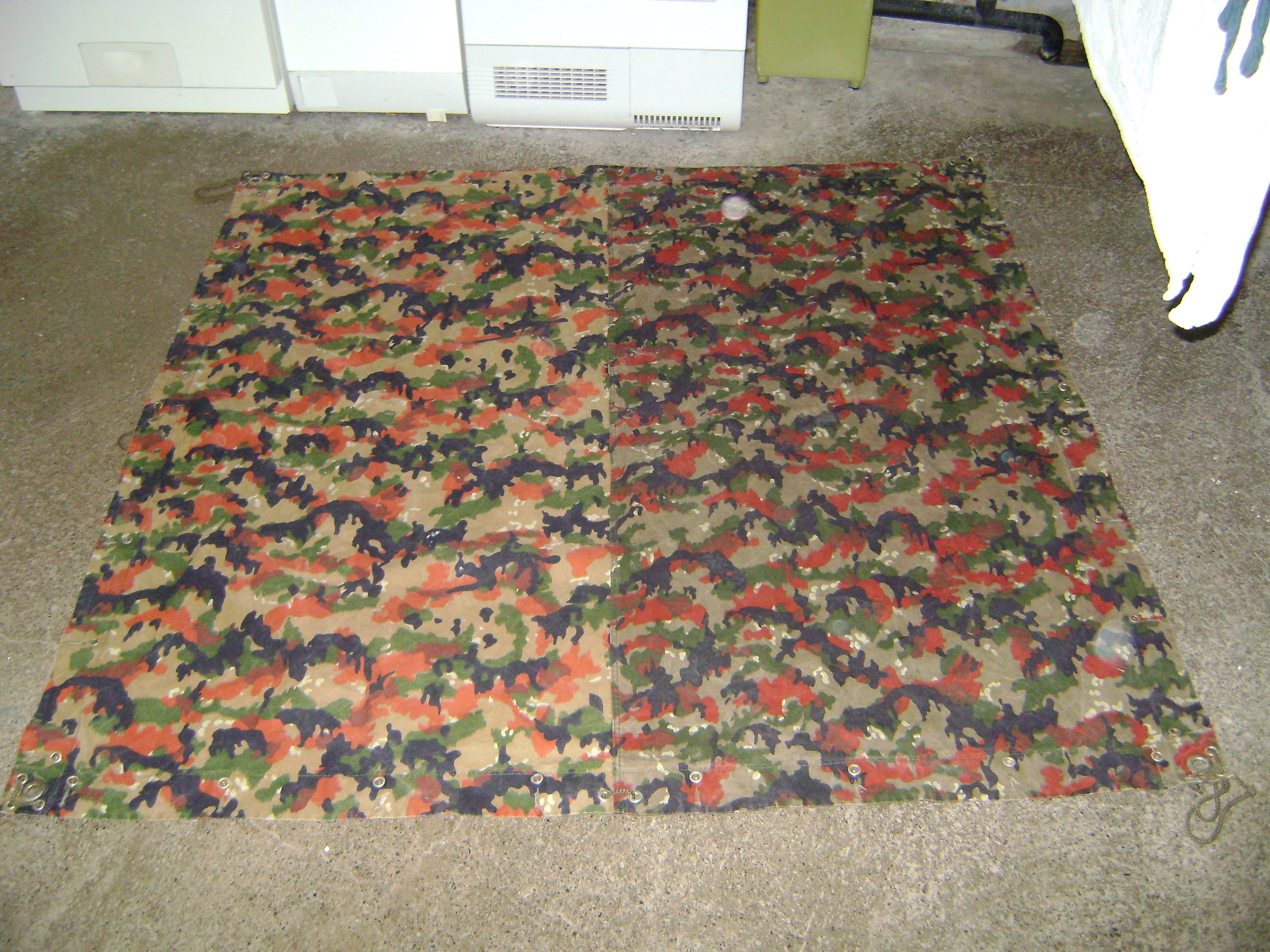
2 variants d'Alpenflage sur les unités de couchage
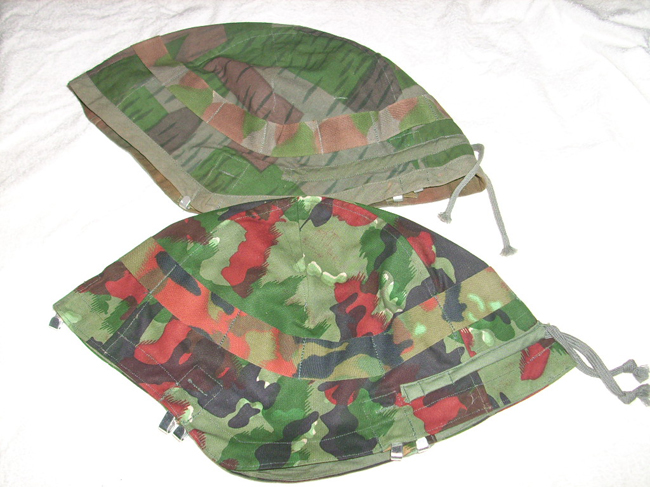
2 camouflages de casque, en premier plan: le Alpenflage